# Świstak
Świstak (Marmota) – rodzaj ssaków z podrodziny afrowiórek (Xerinae) w obrębie rodziny wiewiórkowatych (Sciuridae). Rodzaj Marmota powstał w Ameryce Północnej. Przypuszcza się, że gatunkiem najbardziej podobnym do formy wyjściowej jest Marmota olympus. Polskie nazwy zwyczajowe większości gatunków nawiązują do dźwięków, jakie zwierzęta te wydają nawołując się lub w chwili zagrożenia (świstak, świszcz).

## Rozmieszczenie geograficzne
Przedstawiciele rodzaju Marmota zamieszkują Amerykę Północną, Europę i Azję. Znaczna część to zwierzęta typowo górskie.

## Charakterystyka
Długość ciała (bez ogona) 360–750 mm, długość ogona 100–250 mm; masa ciała 1,6–11 kg. Sierść jest gruba, szorstka, w różnych odcieniach brązu i szarości. Sylwetka krępa, uszy małe, kończyny krótkie, o silnych stopach przystosowanych do kopania w ziemi.

## Systematyka
Rodzaj zdefiniował w 1779 roku niemiecki lekarz, przyrodnik, fizjolog i antroplolg Johann Friedrich Blumenbach w książce swojego autorstwa o tytule Podręcznik historii naturalnej: z miedziorytami. Blumenbach wymienił kilka gatunków – Mus lemmus Linnaeus, 1758, Mus cricetus Linnaeus, 1758, Marmota alpina Blumenbach, 1779 (= Mus marmota Linnaeus, 1758) i Mus citellus Linnaeus, 1766 – z których gatunkiem typowym jest (oryginalne oznaczenie) Marmota alpina Blumenbach, 1779 (= Mus marmota Linnaeus, 1758) (świstak alpejski).

### Etymologia
- Marmota: epitet gatunkowy Mus marmota Linnaeus, 1758; fr. marmotte ‘świstak’, od łac. Mus montis ‘mysz górska’[15][16].
- Arctomys: gr. αρκτος arktos ‘niedźwiedź’; μυς mus, μυός muos ‘mysz’[17]. Gatunek typowy: Schreber wymienił kilka gatunków – Arctomys bobac von Schreber, 1780 (= Mus bobak P.L.S. Müller, 1776), Mus marmota Linnaeus, 1758, Mus monax Linnaeus, 1758, Mus empetra Pallas, 1779 (= Mus monax Linnaeus, 1758) i Mus citillus Pallas, 1779 – z których gatunkiem typowym jest Mus marmota Linnaeus, 1758.
- Lagomys: gr. λαγως lagōs ‘zając’; μυς mus, μυός muos ‘mysz’[18].
- Lipura: gr. λειπω leipō ‘porzucić, zostawić’; ουρα oura ‘ogon’[19]. Gatunek typowy (oznaczenie monotypowe): Mus monax Linnaeus, 1758.
- Stereodectes: gr. στερεος stereos ‘mocny, solidny’; δηκτης dēktēs ‘gryzący’[20]. Gatunek typowy (oznaczenie monotypowe): Stereodectes tortus Cope, 1869 (= Mus monax Linnaeus, 1758).
- Marmotops: rodzaj Marmota Blumenbach, 1799; gr. ωψ ōps, ωπος ōpos ‘wygląd’[21][8]. Gatunek typowy (oryginalne oznaczenie): Mus monax Linnaeus, 1758.
- Petromarmota: gr. πετρα petra ‘skała, klif’; rodzaj Marmota Blumenbach, 1799[9]. Gatunek typowy (oryginalne oznaczenie): Arctomys flaviventer Audubon & Bachman, 1841.

### Podział systematyczny
Do rodzaju należą następujące występujące współcześnie gatunki zgrupowane w dwóch podrodzajach:
| Podrodzaj    | Grafika | Gatunek                | Autor i rok opisu                 | Nazwa zwyczajowa     | Podgatunki         | Rozmieszczenie geograficzne | Podstawowe wymiary                           | Status IUCN |
| ------------ | ------- | ---------------------- | --------------------------------- | -------------------- | ------------------ | --- | -------------------------------------------- | ----------- |
| Petromarmota |         | Marmota caligata       | (von Eschscholtz, 1829)           | świstak siwy         | 3 podgatunki       | zachodnia Kanada (Jukon, Terytoria Północno-Zachodnie, Kolumbia Brytyjska i Alberta) i Stany Zjednoczone (południowa Alaska, Waszyngton, Montana i Idaho)                                                                                                   | DC: 45–60 cm DO: 17–25 cm MC: 3,6–9 kg       | LC          |
| Petromarmota |         | Marmota olympus        | (C.H. Merriam, 1898)              | świstak olimpijski   | gatunek monotypowy | endemit Stanów Zjednoczonych: góry Olympic Mountains (zachodni Waszyngton); zakres wysokości: 30–1990 m n.p.m. | DC: 67–75 cm DO: 18–24 cm MC: 2,7–11 kg      | LC          |
| Petromarmota |         | Marmota vancouverensis | Swarth, 1911                      | świstak wyspowy      | gatunek monotypowy | endemit Kanady: wyspa Vancouver; zakres wysokości: 1000–1500 m n.p.m. | DC: 66–69 cm DO: 19,3–22 cm MC: 3–7 kg       | CR          |
| Petromarmota |         | Marmota flaviventris   | (Audubon & Bachman, 1841)         | świstak żółtobrzuchy | 10 podgatunków     | południowo-zachodnia Kanada (południowa Kolumbia Brytyjska, południowa Alberta i południowo-zachodni Saskatchewan) i zachodnie Stany Zjednoczone (na południe do południowej Kalifornii i północnego Nowego Meksyku); zakres wysokości: około 2000 m n.p.m. | DC: 47–70 cm DO: 13–22 cm MC: 1,6–5,2 kg     | LC          |
| Marmota      |         | Marmota monax          | (Linnaeus, 1758)                  | świstak alaskański   | 9 podgatunków      | południowa Kanada (na południe od granicy drzew) i Stany Zjednoczone (Alaska, na południe do północnego Idaho na zachodzie, do Arkansas i Alabamy na wschodzie)                                                                                             | DC: 42–66 cm DO: 10–15,5 cm MC: 3,4–4,1 kg   | LC          |
| Marmota      |         | Marmota broweri        | E.R. Hall & Gilmore, 1934         | świstak amerykański  | gatunek monotypowy | endemit Stanów Zjednoczonych: północna Alaska (Góry Brooksa od wybrzeża Morza Czukockiego do granicy między Alaską a Jukonem); być może Kanada; zakres wysokości: 1000–1200 m n.p.m.                                                                        | DC: 54–65 cm DO: 13–18 cm MC: 2,5–4 kg       | LC          |
| Marmota      |         | Marmota marmota        | (Linnaeus, 1758)                  | świstak alpejski     | 2 podgatunki       | Alpy i Tatry Wysokie; reintrodukowany w Karpatach, introdukowany w Pirenejach, Masywie Centralnym i Apenionach; zakres wysokości: 1200–3000 m n.p.m. | DC: 50–60 cm DO: 14–16,8 cm MC: 2,5–5 kg     | LC          |
| Marmota      |         | Marmota caudata        | (I. Geoffroy Saint-Hilaire, 1844) | świstak ogoniasty    | 3 podgatunki       | południowo-wschodni Kazachstan, wschodni Uzbekistan, Kirgistan, Tadżykistan, zachodnia Chińska Republika Ludowa (zachodni Sinciang), Afganistan, północny Pakistan i północne Indie (Kaszmir); zakres wysokości: 3200–4850 m n.p.m.                         | DC: około 50 cm DO: około 18,2 cm MC: 3–5 kg | LC          |
| Marmota      |         | Marmota menzbieri      | (Kashkarov, 1925)                 | świstak tienszański  | 2 podgatunki       | zachodni Tienszan (Kazachstan, Kirgistan i Uzbekistan); zakres wysokości: 2000–3600 m n.p.m. | DC: około 49 cm DO: około 12 cm MC: 3–4 kg   | VU          |
| Marmota      |         | Marmota baibacina      | Kastschenko, 1899                 | świstak szary        | 2 podgatunki       | Ałtaj i Tienszan w Rosji, zachodniej Mongolii, wschodnim Kazachstanie, Kirgistanie i zachodniej Chińskiej Republice Ludowej (Sinciang); zakres wysokości: do 4000 m n.p.m.                                                                                  | DC: 46–65 cm DO: 13–15,4 cm MC: 4,2–6,5 kg   | LC          |
| Marmota      |         | Marmota kastschenkoi   | Stroganov & Yudin, 1956           |                      | gatunek monotypowy | endemit Rosji: na południe od Nowosybirska, Kemerowa i Tomska w południowo-środkowej Syberii | DC: 49–64 cm DO: 12,4–20 cm MC: 3–9 kg       | NE          |
| Marmota      |         | Marmota bobak          | (P.L.S. Müller, 1776)             | świstak stepowy      | 3 podgatunki       | rozłącznie od wschodniej Ukrainy przez południową Rosję do Kazachstanu; introdukowany na Kaukazie (Dagestan, Rosja) | DC: 49–57 cm DO: 10,6–13 cm MC: około 5,7 kg | LC          |
| Marmota      |         | Marmota camtschatica   | (Pallas, 1811)                    | świstak czarnogłowy  | 3 podgatunki       | endemit Rosji: od jeziora Bajkał i Jakucji na wschód do półwyspów Czukockiego i Kamczatki oraz Morza Ochockiego | DC: 46–53 cm DO: około 16,5 cm MC: 2,9–5 kg  | LC          |
| Marmota      |         | Marmota sibirica       | (Radde, 1862)                     | świstak syberyjski   | 2 podgatunki       | Mongolia, północno-wschodnia Chińska Republika Ludowa (Mongolia Zewnętrzna i Heilongjiang) i przyległa południowa Syberia (Rosja); zakres wysokości: 0–3800 m n.p.m.                                                                                        | DC: 36–49 cm DO: 11,2–12 cm MC: 5–8 kg       | EN          |
| Marmota      |         | Marmota himalayana     | (B.H. Hodgson, 1841)              | świstak himalajski   | 2 podgatunki       | Himalaje i Wyżyna Tybetańska w południowo-wschodnim Tadżykistanie, północnym Pakistanie, północnych Indiach, Nepalu, Bhutanie i Chińskiej Republice Ludowej; granice zasięgu niepewne; zakres wysokości: do 5670 m n.p.m.                                   | DC: 46–65 cm DO: 12,5–15 cm MC: 4–9,2 kg     | LC          |

Kategorie IUCN:  LC  – gatunek najmniejszej troski,  VU  – gatunek narażony,  EN  – gatunek zagrożony,  CR  – gatunek krytycznie zagrożony;  NE  – gatunki niepoddane jeszcze ocenie.
Opisano również gatunki wymarłe:
- Marmota arizonae Hay, 1921[24] (Ameryka Północna; plejstocen)
- Marmota arrodens Hay, 1921[25] (Ameryka Północna; plejstocen)
- Marmota complicidens (Yang Zhongjian, 1934)[26] (Azja; plejstocen)
- Marmota korthi Kelly, 2000[27] (Ameryka Północna; miocen)
- Marmota longipes Vekua, 1959[28] (Azja; plejstocen)
- Marmota mantchurica Tokunaga & Naora, 1939[29] (Azja; plejstocen)
- Marmota minor (L. Kellogg, 1910)[30] (Ameryka Północna; pliocen)
- Marmota parva Qiu Zhanxiang, Deng Tao & Wang Banyue, 2004[31] (Azja; plejstocen)
- Marmota primigenia (Kaup, 1839)[32] (Europa; plejstocen)
- Marmota tologoica Ivanyev, 1966[33] (Azja; pliocen)
- Marmota vetus (Marsh, 1871)[34] (Ameryka Północna; miocen lub pliocen).